# 69 Pułk Piechoty (austro-węgierski)

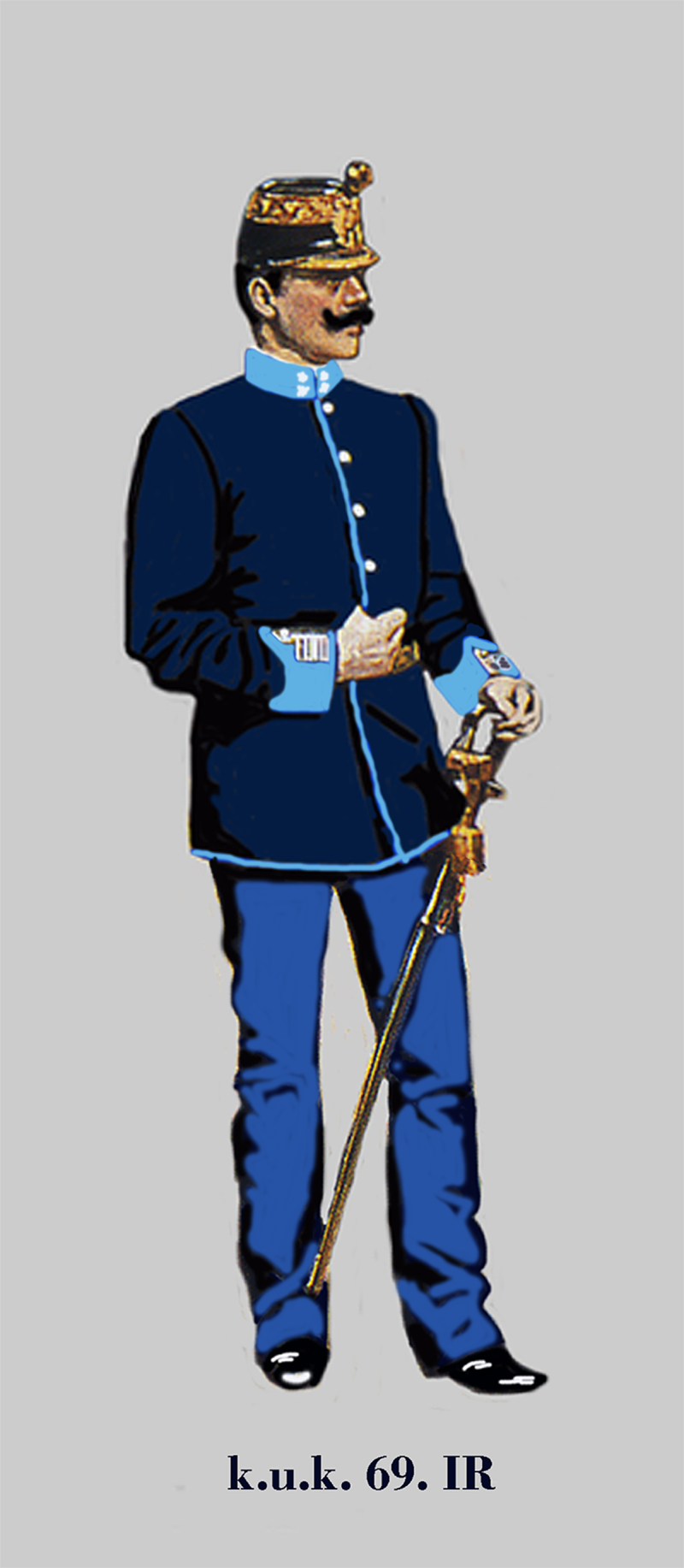
Porucznik IR. 69 w mundurze paradnym

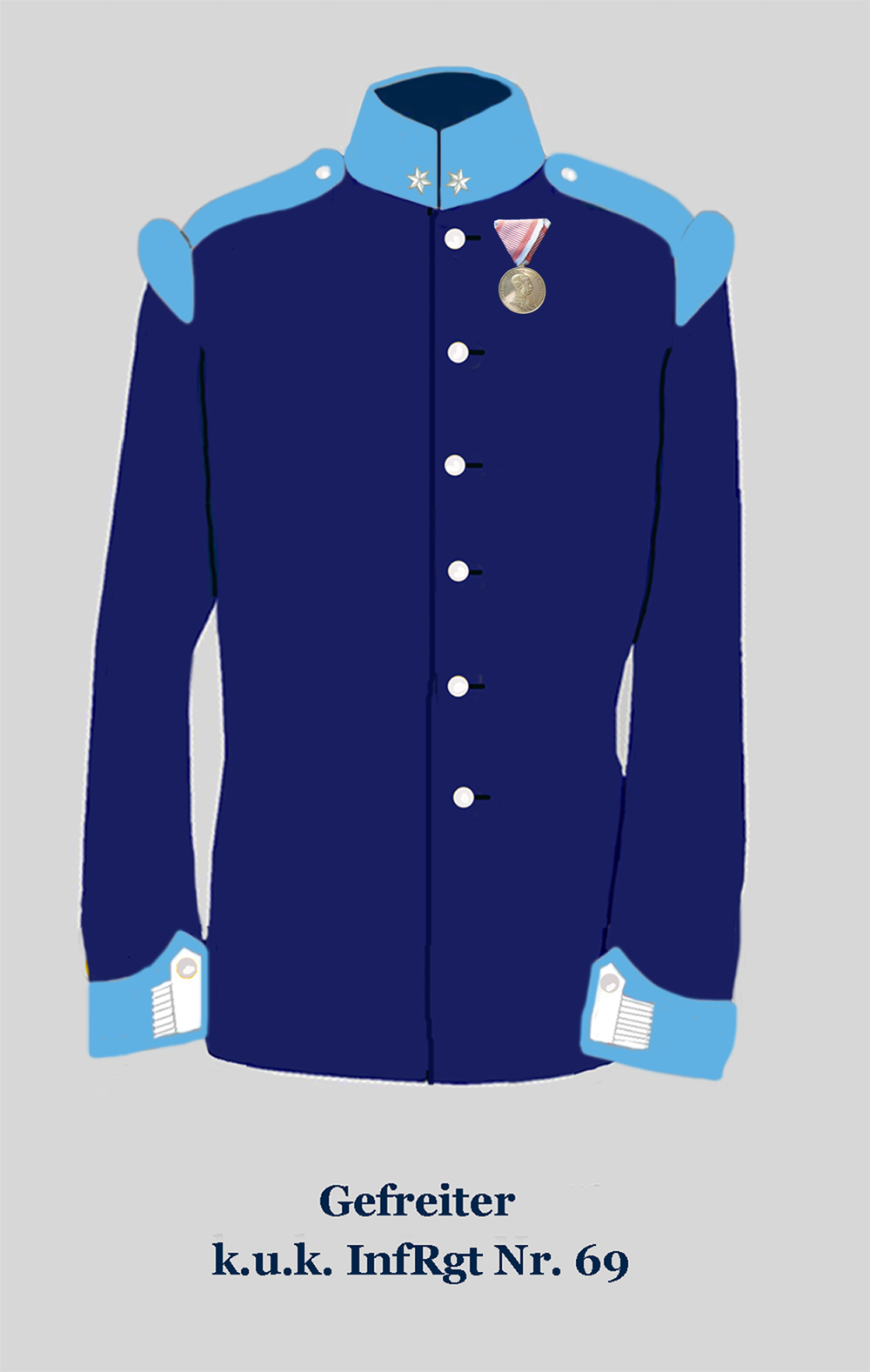
Kurtka munduru gefrajtra IR. 69

Węgierski Pułk Piechoty Nr 69 (IR. 69) – pułk piechoty cesarskiej i królewskiej Armii.

## Historia pułku
Pułk został utworzony 1 lutego 1860 roku z połączenia dwóch batalionów Pułku Piechoty Nr 19 i jednego batalionu Pułku Piechoty Nr 27. 
Okręg uzupełnień nr 69 Székesfehérvár (niem. Stuhlweißenburg) na terytorium 4 Korpusu.
Kolory pułkowe: szaroniebieski (hechtgrau), guziki srebrne. Skład narodowościowy w 1914 roku 92% – Węgrzy.
W 1867 roku sztab pułku stacjonował w Brnie (niem. Brünn), natomiast komenda okręgu uzupełnień i kancelaria rachunkowa pozostawały w Székesfehérvár. W następnym roku sztab pułku został przeniesiony do Igławy (niem. Iglau).
W latach 1903–1905 sztab pułku razem z 2. i 4. batalionem stacjonował w Budapeszcie, 3. batalion w Székesfehérvár, a 1. batalion był detaszowany do Bilećy (niem. Bilek).
W latach 1906–1908 sztab pułku razem z 2. i 3. batalionem stacjonował w Peczu (węg. Pécs), 4. batalion w Székesfehérvár, natomiast 1. batalion był detaszowany do Bilećy, a od 1908 roku do Kaposváru.
W latach 1909–1914 sztab pułku razem z 1. i 2. batalionem stacjonował w Peczu, 4. batalion w Székesfehérvár, a 3. batalion był detaszowany na terytorium 16 Korpusu do Bilećy, a od 1912 roku do Hercegu Novi (wł. Castelnuovo).
Pułk (bez 3. batalionu) wchodził w skład 61 Brygady Piechoty w Budapeszcie należącej do 31 Dywizji Piechoty, natomiast detaszowany 3. batalion wchodził w skład 4 Brygady Górskiej w Dubrowniku należącej do 47 Dywizji Piechoty.
W czasie I wojny światowej pułk walczył z Rosjanami w Królestwie Kongresowym w okolicach Łodzi w 1914 roku i w Galicji 1915 roku. Żołnierze pułku są pochowani m.in. na cmentarzu: we wsi Borowa wieś, gm. Wola Krzysztoporska, pow. piotrkowski, Cmentarz wojenny nr 264 – Szczurowa.

## Szefowie pułku
Kolejnymi szefami pułku byli:
- FML Georg Jelačić von Bužim(inne języki) (1860 – †10 VII 1901[7]),
- FZM Anton Joseph Maria von Pitreich (1901 – †23 VII 1907[8]),
- GdI Johan Nepomuk Christoph Mörk von Mörkenstein (1907 – †1 VIII 1912[9]),
- FZM Ernst von Leithner (1913 – †1 VII 1914[10])[2],
- marszałek polny Paul von Hindenburg (od 1914).

## Komendanci pułku
- płk Georg Reinbold von Aroldingen und Eltzingen (1860[1] – 1 XI 1867 → stan spoczynku w stopniu generała majora[11])
- płk Karl Pötting und Persing von Ober-Falkenstein (1867[5] → brygadier 1 Dywizji Piechoty w Wiedniu)
- płk Karl Maywald (1868 – )
- płk Carl Maywald (1873)
- płk Heinrich Krauß (1903–1906)
- płk Viktor Weber von Webenau (1907–1910)
- płk Emil Baumgartner von Wallbruck (1911–1914[2] → komendant 14 Brygady Piechoty)
- płk Ludwig Jankovich von Jeszenicze (1914–1915 → członek Wojennej Komisji Naukowej)
- płk Ludwig Pittner (do †2 VI 1915)
- płk Gottfried Huber (1915)
- płk Adalbert Scholtz von Krechowce (1917–1918)